# Monteu Roero
Monteu Roero – miejscowość i gmina we Włoszech, w regionie Piemont, w prowincji Cuneo.
Według danych na rok 2004 gminę zamieszkiwały 1603 osoby, 66,8 os./km².